# Norwegischer Fußballpokal der Männer 1966
Der norwegische Fußballpokal 1966 (kurz auch NM-Cup 1966 genannt) war die 61. Austragung des Fußballpokalwettbewerbs der Männer. Pokalsieger wurde Fredrikstad FK. Das Team setzte sich im Finale gegen den SFK Lyn Oslo durch. Durch den Sieg qualifizierte sich Fredrikstad für den Europapokal der Pokalsieger 1967/68.

## 1. Runde
| Datum      |                     | Ergebnis  |               |
| ---------- | ------------------- | --------- | ------------- |
| 02.06.1966 | Brann Bergen        | 3:1       | IL Sandviken  |
|            | Rosenborg Trondheim | 6:1       | SK Freidig    |
|            | Urædd FK            | 0:1       | Odds BK       |
|            | SBK Drafn           | 3:4 n. V. | Sandefjord BK |
| 08.06.1966 | Svelvik IF          | 0:5       | SFK Lyn Oslo  |

- 59 weitere Spiele liegen nicht vor

## 2. Runde
| Datum      |                     | Ergebnis  |                     |
| ---------- | ------------------- | --------- | ------------------- |
| 22.06.1966 | SFK Lyn Oslo        | 4:1       | Østsiden IL         |
|            | IL Varegg           | 1:3       | Brann Bergen        |
| ??.06.1966 | SFK Bodø-Glimt      | 2:1       | Harstad IL          |
|            | Bryne FK            | 4:1       | Kvinesdal IL        |
|            | Eik IF              | 6:0       | Tune IL             |
|            | SK Falken           | 1:0       | SK Mesna            |
|            | Florvåg IF          | 4:2       | SK Baune            |
|            | Fram Larvik         | 2:2 n. V. | Fredrikstad FK      |
|            | FK Gjøvik Lyn       | 4:2       | Redalen IL          |
|            | IK Grane Arendal    | 0:1       | Start Kristiansand  |
|            | Hamar IL            | 0:3       | Vålerenga Oslo      |
|            | SK Jarl             | 1:0       | Årstad IL           |
|            | IL Jotun            | 1:3       | SK Snøgg            |
|            | Kongsvinger IL      | 1:4       | Frigg Oslo FK       |
|            | Langevåg IL         | 2:1       | IL Hødd             |
|            | Larvik Turn         | 1:2       | Sandefjord BK       |
|            | Lillestrøm SK       | 3:0       | FK Sparta Sarpsborg |
|            | Løkken IF           | 0:1       | SK Herd             |
|            | Mjøndalen IF        | 1:2       | IF Pors             |
|            | Molde FK            | 1:0       | Kristiansund FK     |
|            | Moss FK             | 3:3 n. V. | Aurskog IL          |
|            | Nidelv IL           | 2:1       | FK Kvik Trondheim   |
|            | IL Runar Sandefjord | 0:1       | Strømsgodset IF     |
|            | Sarpsborg FK        | 2:0       | Strømmen IF         |
|            | Skeid Oslo          | 4:1       | Stange SK           |
|            | Steinkjer FK        | 3:0       | FK Mjølner          |
|            | SK Vard Haugesund   | 3:4       | Stavanger IF        |
|            | FK Vidar            | 1:2 n. V. | Viking Stavanger    |
|            | FK Vigør            | 2:1       | Nærbø IL            |
|            | Aalesunds FK        | 3:2       | Eid IL              |
| 30.06.1966 | Odds BK             | 3:4       | FK Ørn              |
| 03.07.1966 | Neset FK            | 4:6 n. V. | Rosenborg Trondheim |

### Wiederholungsspiele
| Datum      |                  | Ergebnis  |             |
| ---------- | ---------------- | --------- | ----------- |
| ??.??.1966 | Fredrikstad FK   | 4:1       | Fram Larvik |
|            | Viking Stavanger | 2:0       | FK Vidar    |
|            | Aurskog IL       | 4:4 n. V. | Moss FK     |
|            | Moss FK          | 1:3       | Aurskog IL  |

## 3. Runde
| Datum      |                     | Ergebnis  |               |
| ---------- | ------------------- | --------- | ------------- |
| 31.07.1966 | Fredrikstad FK      | 5:2 n. V. | Eik IF        |
|            | Aurskog IL          | 3:0       | SK Falken     |
|            | Frigg Oslo FK       | 2:1       | Aalesunds FK  |
|            | Strømsgodset IF     | 2:2 n. V. | Bryne FK      |
|            | SK Snøgg            | 2:3       | FK Vigør      |
|            | Start Kristiansand  | 2:1       | Sandefjord BK |
|            | SK Jarl             | 1:2       | FK Gjøvik Lyn |
|            | Molde FK            | 1:5       | Nidelv IL     |
|            | Rosenborg Trondheim | 5:0       | Langevåg IL   |
|            | SFK Bodø-Glimt      | 3:4       | SFK Lyn Oslo  |
| 01.08.1966 | Brann Bergen        | 5:1 n. V. | Florvåg IF    |
| 02.08.1966 | Viking Stavanger    | 3:0       | Stavanger IF  |
|            | FK Ørn              | 1:3       | Skeid Oslo    |
|            | IF Pors             | 0:1       | Sarpsborg FK  |
|            | SK Herd             | 2:3 n. V. | Steinkjer FK  |
|            | Vålerenga Oslo      | 4:1       | Lillestrøm SK |

### Wiederholungsspiel
| Datum      |          | Ergebnis  |                 |
| ---------- | -------- | --------- | --------------- |
| 10.08.1966 | Bryne FK | 2:1 n. V. | Strømsgodset IF |

## 4. Runde
| Datum      |               | Ergebnis  |                     |
| ---------- | ------------- | --------- | ------------------- |
| 21.08.1966 | Steinkjer FK  | 8:0       | Aurskog IL          |
|            | Bryne FK      | 3:3 n. V. | Frigg Oslo FK       |
|            | Sarpsborg FK  | 1:3       | Viking Stavanger    |
|            | SFK Lyn Oslo  | 6:3       | Brann Bergen        |
|            | FK Gjøvik Lyn | 5:3       | Rosenborg Trondheim |
|            | Nidelv IL     | 2:3       | Vålerenga Oslo      |
|            | Skeid Oslo    | 2:0 n. V. | Start Kristiansand  |
|            | FK Vigør      | 1:5       | Fredrikstad FK      |

### Wiederholungsspiel
| Datum      |               | Ergebnis |          |
| ---------- | ------------- | -------- | -------- |
| 31.08.1966 | Frigg Oslo FK | 4:0      | Bryne FK |

## Viertelfinale
| Datum      |                  | Ergebnis |                |
| ---------- | ---------------- | -------- | -------------- |
| 04.09.1966 | Viking Stavanger | 3:0      | Steinkjer FK   |
|            | Frigg Oslo FK    | 2:6      | SFK Lyn Oslo   |
|            | Fredrikstad FK   | 3:0      | Vålerenga Oslo |
|            | FK Gjøvik Lyn    | 3:1      | Skeid Oslo     |

## Halbfinale
| Datum      |                | Ergebnis |                  |
| ---------- | -------------- | -------- | ---------------- |
| 02.10.1966 | Fredrikstad FK | 2:1      | Viking Stavanger |
|            | SFK Lyn Oslo   | 7:0      | FK Gjøvik Lyn    |

## Finale
| Fredrikstad FK                              | Fredrikstad FK | SFK Lyn Oslo | SFK Lyn Oslo |
| ------------------------------------------- | --- | --- | ------------ |
| Fredrikstad FK                              | \| Finale \| \| 30. Oktober 1966 in Oslo (Ullevaal-Stadion) \| \| Ergebnis: 3:2 (1:0) \| \| Zuschauer: 30.335 \| \| Schiedsrichter: Hans Granlund \| \| Spielbericht \|   | \| Finale \| \| 30. Oktober 1966 in Oslo (Ullevaal-Stadion) \| \| Ergebnis: 3:2 (1:0) \| \| Zuschauer: 30.335 \| \| Schiedsrichter: Hans Granlund \| \| Spielbericht \| | SFK Lyn Oslo |
| Fredrikstad FK                              | Per Mosgaard – Kjell Andreassen, Roar Johansen, Hans Jacob Mathisen, Jan Hermansen – Arne Pedersen, Thor Spydvold – Bjørn Borgen, Tore Hansen, Per Kristoffersen, Jan Aas | Svein Bjørn Olsen – Jan Rodvang, Andreas Morisbak, Einar With, Knut Kolle – Kjell Saga, Arild Gulden – Jan Berg, Svein Bredo Østlien, Ole Stavrum, Harald Berg          | SFK Lyn Oslo |
| Fredrikstad FK                              | 1:0 Bjørn Borgen (33.) 2:1 Bjørn Borgen (59.) 3:2 Arne Pedersen (89., Elfmeter)                                                                                           | 1:1 Harald Berg (54.) 2:2 Ole Stavrum (67.) | SFK Lyn Oslo |
| Finale                                      | | |              |
| 30. Oktober 1966 in Oslo (Ullevaal-Stadion) | | |              |
| Ergebnis: 3:2 (1:0)                         | | |              |
| Zuschauer: 30.335                           | | |              |
| Schiedsrichter: Hans Granlund               | | |              |
| Spielbericht                                | | |              |